# Division One (1898/1899)
Division One (1898/99) – był to 9. w historii sezon szkockiej pierwszej klasy rozgrywkowej w piłce nożnej. Sezon rozpoczął się 20 sierpnia 1898, a zakończył się 2 stycznia 1899. Brało w niej udział 10 zespołów, które grały ze sobą systemem „każdy z każdym”. Tytułu mistrzowskiego nie obronił Celtic. Nowym mistrzem Szkocji został Rangers, dla którego był to 2. tytuł w historii klubu. Koronę króla strzelców zdobył Robert Hamilton, który strzelił 25 bramek.

## Zasady rozgrywek
W rozgrywkach brało udział 10 drużyn, walczących o tytuł mistrza Szkocji w piłce nożnej. Każda z drużyn rozegrała po 2 mecze ze wszystkimi przeciwnikami (razem 18 spotkania).

## Drużyny
| Uczestnicy poprzedniej edycji                                                                                 | Uczestnicy poprzedniej edycji | Uczestnicy poprzedniej edycji | Uczestnicy poprzedniej edycji |
| --- | ----------------------------- | ----------------------------- | ----------------------------- |
| CEL | Celtic                        | 1                             |                               |
| RAN | Rangers                       | 2                             |                               |
| HIB | Hibernian                     | 3                             |                               |
| HRT | Heart of Midlothian           | 4                             |                               |
| STM | St. Mirren                    | 5                             |                               |
| THL | Third Lanark                  | 5                             |                               |
| DNE | Dundee                        | 7                             |                               |
| PAR | Partick Thistle               | 8                             |                               |
| BER | St Bernard’s                  | 9                             |                               |
| CLY | Clyde                         | 10                            |                               |
| Oznaczenia: - kolumna pierwsza – skróty nazw drużyn, - kolumna trzecia – miejsce zajęte w poprzednim sezonie. |                               |                               |                               |

## Stadiony
| Miasto   | Stadion             | Klub                |
| -------- | ------------------- | ------------------- |
| Dundee   | Dens Park           | Dundee              |
| Edynburg | Tynecastle Stadium  | Heart of Midlothian |
| Edynburg | Easter Road Stadium | Hibernian           |
| Edynburg | Powderhall Stadium  | St Bernard’s        |
| Glasgow  | Celtic Park         | Celtic              |
| Glasgow  | Barrowfield Park    | Clyde               |
| Glasgow  | Ibrox Park          | Rangers             |
| Glasgow  | Meadowside          | Partick Thistle     |
| Glasgow  | Cathkin Park        | Third Lanark        |
| Paisley  | St. Mirren Park     | St. Mirren          |

## Tabela końcowa
| Lp. | Drużyna             | M  | Z  | R | P  | Bramki | Bramki | Różn. | Pkt | Uwagi                    |
| --- | ------------------- | -- | -- | - | -- | ------ | ------ | ----- | --- | ------------------------ |
| 1   | Rangers (M)         | 18 | 18 | 0 | 0  | 79     | 18     | +61   | 36  |                          |
| 2   | Heart of Midlothian | 18 | 12 | 2 | 4  | 56     | 30     | +26   | 26  |                          |
| 3   | Celtic (P)          | 18 | 11 | 2 | 5  | 51     | 33     | +18   | 24  |                          |
| 4   | Hibernian           | 18 | 10 | 3 | 5  | 42     | 43     | −1    | 23  |                          |
| 5   | St. Mirren          | 18 | 8  | 4 | 6  | 46     | 32     | +14   | 20  |                          |
| 6   | Third Lanark        | 18 | 7  | 3 | 8  | 33     | 38     | −5    | 17  |                          |
| 7   | Clyde               | 18 | 4  | 4 | 10 | 23     | 48     | −25   | 12  |                          |
| 7   | St Bernard’s        | 18 | 4  | 4 | 10 | 30     | 37     | −7    | 12  |                          |
| 9   | Partick Thistle (S) | 18 | 2  | 2 | 14 | 19     | 58     | −39   | 6   | Spadek do First Division |
| 10  | Dundee              | 18 | 1  | 2 | 15 | 23     | 65     | −42   | 4   |                          |

## Wyniki
| Gospodarz \ Gość    | CEL | CLY | DNE | HRT | HIB  | PAR | RAN | BER | STM | THL |
| Celtic              |     | 9:2 | 4:1 | 3:2 | 1:2  | 4:0 | 0:4 | 1:0 | 4:1 | 2:1 |
| Clyde               | 0:0 |     | 1:0 | 3:3 | 2:2  | 3:1 | 0:3 | 1:2 | 0:1 | 2:3 |
| Dundee              | 1:4 | 1:3 |     | 2:5 | 2:4  | 5:1 | 1:2 | 1:1 | 1:7 | 1:3 |
| Heart of Midlothian | 2:2 | 4:0 | 6:3 |     | 4:0  | 5:1 | 2:3 | 3:1 | 4:2 | 2:1 |
| Hibernian           | 2:1 | 2:1 | 5:0 | 1:5 |      | 1:1 | 3:4 | 4:3 | 4:3 | 1:1 |
| Partick Thistle     | 3:8 | 0:1 | 2:0 | 0:1 | 1:4  |     | 0:5 | 0:3 | 1:4 | 1:3 |
| Rangers             | 4:1 | 8:0 | 7:0 | 3:1 | 10:1 | 6:2 |     | 5:2 | 3:2 | 4:1 |
| St Bernard’s        | 2:3 | 4:1 | 2:2 | 1:3 | 1:3  | 2:3 | 0:2 |     | 0:0 | 4:2 |
| St. Mirren          | 4:0 | 2:2 | 5:1 | 2:3 | 2:0  | 2:2 | 1:3 | 2:1 |     | 4:1 |
| Third Lanark        | 2:4 | 3:1 | 3:1 | 2:1 | 1:4  | 1:0 | 2:3 | 1:1 | 2:2 |     |

Źródło: SPFL.co.uk
Objaśnienia:
1Drużyna gospodarzy jest wymieniona po lewej stronie tabeli.
Kolory: zielony – zwycięstwo gospodarzy, żółty – remis, różowy – zwycięstwo gości.